# Leonid Leonov

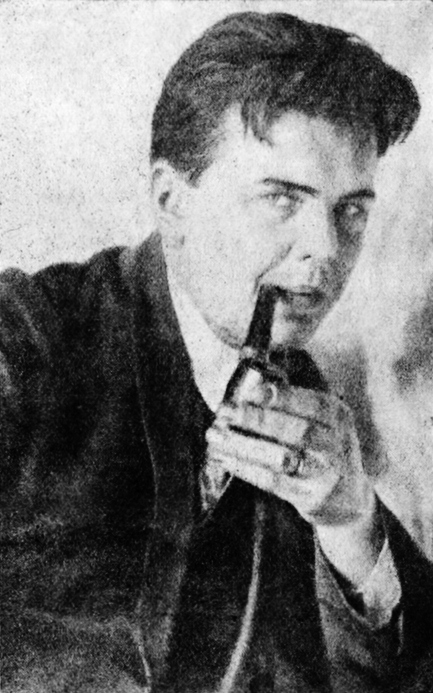
Leonid Leonov 1929.

Leonid Maksimovitj Leonov, född 31 maj 1899 i Moskva, död 8 augusti 1994 i Moskva, var en rysk författare och dramatiker.

## Biografi
Leonov studerade i Moskva och arbetade under ryska inbördeskriget som krigskorrespondent. Han debuterade 1922 med berättelsen Buryga. Leonov tillhörde en författargrupp kallad "Följeslagarna" ("poputtjiki") som höll fast vid en äldre litterär tradition. De skildrade främst revolutionens inverkan på de ryska medborgarna. Bland Leonovs främsta romaner märks Grävsvin (1924) och Tjuven (1927).
1934 var Leonov, tillsammans med bl.a. Maksim Gorkij, med vid bildandet av Sovjetunionens författarförbund. Han tilldelades Stalinpriset 1943 och Leninpriset 1957.

## Svenska översättningar
- Gräshopporna (Saranča) (översättning Eugen von Sabsay och Chrissy Sterzel) (Tiden, 1947) [Innehåller även ”Mörkt vatten” och ”Ivans äventyr”]
- Tjuven (Vor) (översättning Lars Erik Blomqvist) AWE/Geber, 1976)